# St. Joseph (Louisiana)
St. Joseph település az Amerikai Egyesült Államok Louisiana államában, Tensas megyében, melynek megyeszékhelye is. Lakosainak száma 831 fő (2020. április 1.).

## Népesség
A település népességének változása:

| 2010 | 1 176 |
| 2020 | 831   |